# 浜田東インターチェンジ
浜田東インターチェンジ（はまだひがしインターチェンジ）は、島根県浜田市上府町にある山陰自動車道のインターチェンジである。

## 歴史
- 2003年（平成15年）9月21日：江津道路の江津IC - 浜田JCT間開通に伴い供用開始。

## 道路
- E9 山陰自動車道（江津道路）

## 接続する道路
- 島根県道254号はまだリゾート線

## 入口分岐標識
左方向
- 江津
- 松江

直進方向
- 浜田
- 益田

## 料金所
ブース数：3

### 入口
- ブース数：1
  - ETC/一般：1　(自動発券機は無いため一般車は係員から通行券を受け取る)

### 出口
- ブース数：2
  - ETC専用：1
  - 一般：1

## 隣
E9 山陰自動車道
江津西IC - 浜田東IC - (3-2)浜田JCT - (4)浜田IC